# Koos Wiersma
Fokko Herman Wiersma (Grijpskerk, 14 juni 1955) is een Nederlands politicus en bestuurder. Hij is lid van het CDA.

## Jeugd en opleiding
Wiersma is geboren in Grijpskerk in een boerengezin als derde van vier kinderen. Het was aanvankelijk een gemengd bedrijf maar werd in 1972 een veehouderij. Na de lagere school te hebben doorlopen in Grijpskerk ging hij naar de hbs en in het derde jaar naar de havo aan het Wessel Gansfortcollege in Groningen.
Wiersma kreeg in 1974 verkering met zijn huidige vrouw. Ze hebben elkaar leren kennen vanuit een gezamenlijk bestuur van zes Gereformeerde Jongeren Verenigingen. Op zijn zeventiende werd hij lid van de Anti-Revolutionaire Jongerenstudieclubs (ARJOS), de politieke jongerenorganisatie van de Anti-Revolutionaire Partij (ARP), wat later op ging in het Christen-Democratisch Appèl (CDA).
Wiersma ging daarna naar het hbo en koos voor een analistenopleiding en studeerde op zijn eenentwintigste af als biologisch analist. In januari 1977 ging hij in militaire dienst en kwam bij de genietroepen terecht in Wezep.

## Maatschappelijke loopbaan
Wiersma ging direct na zijn diensttijd aan de slag bij de Rijksuniversiteit Groningen als biochemisch analist, op de afdeling genetica in Haren. In 1978 trad hij in het huwelijk met zijn huidige vrouw en verhuisden zij naar Ezinge. In 1981 werd hun dochter geboren en later kregen zij ook nog een zoon. In juni 1983 kwam er na bijna zes jaar een einde aan het dienstverband bij de Rijksuniversiteit Groningen. Na Ezinge hebben zij nog twee jaar gewoond in Visvliet.
Wiersma nam daarna samen met zijn broer het ouderlijk bedrijf over en ging zijn broer er wonen. In 1985 kochten ze een boerderij 200 meter verderop van het ouderlijk bedrijf in Grijpskerk en ging Wiersma er wonen met zijn gezin. Wiersma was ruim twintig jaar actief als boer. Daarnaast deed hij bestuurlijke vrijwilligerswerk voor kerk, school, sportvereniging en de politiek. In 2005 is hij gestopt met de veehouderij.

## Politieke loopbaan
Wiersma was achtereenvolgens van 1994 tot 2006 raadslid en van 2006 tot 2010 wethouder in de gemeente Zuidhorn, waar hij tevens als locoburgemeester fungeerde. Daarna was hij van 7 januari 2010 tot 1 januari 2019 burgemeester van De Marne. In 2011 verhuisde hij naar Leens.
Eind 2018 werd Wiersma met ingang van 1 januari 2019 benoemd tot waarnemend burgemeester van de fusiegemeente Westerkwartier. Op 9 juli 2019 werd Ard van der Tuuk door de gemeenteraad van Westerkwartier voorgedragen als eerste kroonbenoemde burgemeester van de nieuwe gemeente Westerkwartier. Hij startte op 2 oktober 2019. Met ingang van 1 oktober 2019 werd hij benoemd tot waarnemend burgemeester van Appingedam. De benoeming gold tot de fusie op 1 januari 2021 van Appingedam met Delfzijl en Loppersum in Eemsdelta.

## Nevenfuncties
Wiersma bekleedt diverse nevenfuncties, zo is hij actief als voorzitter van de Agrarische Tafel Groningen, een door het Rijk, provincie en gemeenten ingesteld orgaan dat zich buigt over alles wat met boeren en aardbevingen te maken heeft. Daarvoor was hij al actief als voorzitter van de Faunabeheereenheid Groningen, een samenwerkingsverband van onder andere agrariërs, grondeigenaren, terreinbeheerders, natuurbeschermers en jachthouders. Daarnaast is hij lid van de raad van toezicht van VCPO (Vereniging van Christelijk Primair Onderwijs) Noord-Groningen en voorzitter van Erfgoedpartners Groningen.

## Persoonlijk
Wiersma is getrouwd en samen met zijn vrouw hebben ze een dochter en een zoon. Ze hebben vier kleinkinderen.